# Thyreosthenius biovatus
Espèce
Synonymes
- Erigone biovata O. Pickard-Cambridge, 1875
- Tapinocyba buddebergii Bösenberg, 1899

Thyreosthenius biovatus est une espèce d'araignées aranéomorphes de la famille des Linyphiidae.

## Distribution
Cette espèce se rencontre en zone paléarctique.

## Publication originale
- O. Pickard-Cambridge, 1875 : On some new species of Erigone. part I. Proceedings of the Zoological Society of London, vol. 1875, p. 190-224 (texte intégral).